# Lexique du cinéma japonais
Le lexique du cinéma japonais est, dans certains cas, spécifique et distinct du vocabulaire du cinéma en général.
En effet l'industrie cinématographique japonaise a longtemps évolué dans une relative autonomie. Très normative, elle a constitué des genres propres, et ces genres se sont naturellement condensés dans une terminologie.
Le locuteur francophone est parfois amené à utiliser ce vocabulaire, plus précis que les termes français équivalents (quand ils existent), au point que certains mots sont aujourd'hui presque lexicalisés en français.
Les genres empruntés au cinéma occidental (tels que le film noir ou le film d'animation) furent dans la plupart des cas fortement adaptés à la culture et au marché local. Il en est de même pour le lexique : la transcription des termes du cinéma occidental (généralement empruntés aux langues anglaise ou française) dans un syllabaire japonais à la phonétique restreinte (le plus souvent en katakana) déforme la prononciation originelle du mot. Cette déformation est répercutée en retour dans l'écriture en alphabet latin du mot importé.
L'influence endogène (interne à la société japonaise), de la culture, des arts et des phénomènes sociaux s'est elle aussi traduite par une réutilisation du vocabulaire existant dans le champ lexical du cinéma, passant parfois par une adaptation (par exemple par postposition du mot eiga, signifiant cinéma).
Ainsi la double influence du cinéma occidental et de la culture locale sur le cinéma japonais est réfléchie et illustrée par ce vocabulaire unique. La connaissance de ces termes – et de leur provenance – nous renseigne donc sur les spécificités et sur l'histoire du cinéma japonais.

## Anime
```
Écriture japonaise : アニメ
Traduction littérale : anime
```

Le terme anime est l'écriture en alphabet latin d'une contraction de la transcription du mot animation dans le syllabaire japonais katakana. Ce mot désigne les films d'animation, souvent des dessins animés, généralement réalisés au Japon (on parle alors de japanimation) et parfois ailleurs. Les origines de l'anime sont diverses ; on considère que le cinéma d'animation en général (y compris les productions américaines) et les manga ont eu une influence déterminante. Le genre connut une popularité grandissante depuis les années 1960 des pères fondateurs (tels qu'Osamu Tezuka, mais la préhistoire de l'anime remonte presque aux débuts du cinéma) jusqu'à nos jours (où certains anime sont diffusés hors du Japon, ou ont un succès commercial), en passant par l'âge d'or des années 1980. L'anime se décline en sous-genres, tels que le mecha (mettant en scène de grosses armures-robots) ou le hentai (anime érotique).
Mes voisins les Yamada, Metropolis ou encore Serial Experiments Lain sont des anime réputées. Osamu Tezuka, Hideaki Anno, Hayao Miyazaki et Mamoru Oshii sont de célèbres réalisateurs d'anime.

## Benshi
```
Écriture japonaise : 弁士 (べんし)
Traduction littérale : homme parlant, orateur
```

À l'époque des films muets, les benshi commentaient les films, lisaient les intertitres (pour un public largement analphabète) et énonçaient les dialogues des acteurs durant la diffusion. Les textes étaient inventés par les benshi pour l'occasion et se substituaient à l'autonomie narrative du film : le benshi pouvait raconter une histoire très différente, selon les besoins, à partir d'un même film.
Certains d'entre eux étaient très populaires et parfois plus connus que les réalisateurs ou acteurs des films qu'ils commentaient. Leur popularité et leur influence explique le léger retard du cinéma parlant au Japon, qui ne s'implanta (et ne supplanta les benshi) qu'à partir de la seconde moitié des années 1930, après une longue controverse et une grève des benshi en 1932. L'âge d'or des benshi se situe vers 1920, lorsque la dimension artistique du cinéma muet s'affirma. Il existe encore quelques rares benshi en activité de nos jours.

## Chanbara eiga
```
Écriture japonaise : チャンバラ (chanbara)
Traduction littérale : onomatopée imitant le son d'un combat au sabre
Autres noms ou écritures : 
chanbara
, 
chanbara eiga
, 
kengeki
 ou 
ken-geki
 (théâtre de sabre)
```

Chanbara est une onomatopée imitant le bruit d'un combat au sabre. Ce mot est par extension utilisé au Japon pour désigner les figurations de combats au sabre (au théâtre, au cinéma, dans les jeux entre enfants etc.), par opposition aux combats réels. Hors du Japon, ce mot sert plus spécifiquement à désigner les chanbara eiga, films dont le thème tourne autour des combats de sabre et se déroulant généralement avant l'industrialisation : c'est en quelque sorte le cinéma de cape et d'épée nippon. On assimile parfois, à tort, le chanbara eiga au jidaigeki ; c'est une erreur, car si l'intrigue du chanbara eiga se déroule généralement dans le Japon féodal (et peut donc être considéré comme un sous-ensemble du jidaigeki), de nombreux films du genre jidaigeki ne parlent pas du tout de sabre (par exemple le célèbre Les Contes de la lune vague après la pluie de Kenji Mizoguchi).
À l'instar du jidaigeki dont il est un sous-ensemble, le chanbara est un genre ancien – les premiers succès remontent à l'avant guerre – qui connut son apogée durant les années 1950, où il devint tout à la fois divertissement grand public et cinéma d'auteur, en particulier grâce aux réalisations du couple formé par le réalisateur Akira Kurosawa et son acteur Toshirō Mifune. Dans les années 1960 et 70, de même qu'en Occident le spaghetti, plus ambigu et plus violent, succédait à l'imagerie héroïque des westerns classiques, le chanbara eiga japonais se durcit et délaissa peu à peu la morale chevaleresque des films de samouraïs au profit de sagas, souvent en plusieurs épisodes, aux protagonistes troubles et sulfureux (un rōnin maudit dans la série Lone Wolf and Cub - Baby cart, un policier sado-masochiste de l'époque Edo dans Hanzo the razor, une jeune femme vengeresse dans Lady Snowblood, un masseur aveugle dans Zatoichi, etc.). Le chanbara déclina à partir des années 1980, et n'est plus, de nos jours, exploité que de façon anecdotique.
La série Zatoichi et le film Les Sept Samouraïs sont de célèbres représentatifs de ce genre. Les réalisateurs Kenji Misumi et Akira Kurosawa sont connus pour leurs chanbara eiga.

## Eroguro
```
Écriture japonaise :　エログロ (eroguro)
Traduction littérale : érotique et grotesque
Autres noms ou écritures : 
ero-gro
, 
ero-guro
```

Courant artistique combinant l'érotique et le macabre, dont le principal instigateur est le romancier Edogawa Rampo. Représenté au cinéma par certaines œuvres de Teruo Ishii, Noboru Tanaka ou encore Shūji Terayama. Les studios Toei contribuèrent activement à la production de cinéma eroguro.

## Gendaigeki
```
Écriture japonaise :　現代劇 (げんだいげき)
Article détaillé : 
gendaigeki

Traduction littérale : théâtre contemporain
Autres noms ou écritures : 
gendai-geki
, 
gendai geki
, 
gendai-mono
```

Le terme gendaigeki désigne les films dont l'intrigue se déroule dans le monde contemporain (par opposition au jidaigeki). Bien que ce genre représentait une grande partie de la production cinématographique japonaise, surtout à partir des années 1950, il ne fut découvert en Occident que tardivement.
Yasuzō Masumura, Yasujirō Ozu et Kon Ichikawa sont de célèbres réalisateurs de gendaigeki (mais ont aussi réalisé des jidaigeki).

## Giri-ninjo
```
Écriture japonaise :　義理人情 (ぎりにんじょう)
Traduction littérale : le devoir et les sentiments
```

Opposition entre les obligations morales et sociales du devoir et les sentiments personnels (à peu près équivalent du dilemme cornélien exposé dans Le Cid). Ce conflit était souvent le moteur de l'intrigue dans le théâtre traditionnel, puis dans le cinéma japonais (notamment dans les yakuza eiga classiques).

## Jidaigeki
```
Écriture japonaise :　時代劇 (じだいげき)
Traduction littérale : théâtre d'époque
Autres noms ou écritures : 
jidai-geki
, 
jidai geki
, 
jidai-mono
```

Le jidaigeki, film d'époque (ou film historique) est un genre de films dont l'intrigue se déroule dans le Japon féodal (dans la majorité des cas, à l'époque d'Edo). Très ancien, le jidaigeki connut une forte expansion avant guerre, et son heure de gloire durant les années 1950 (principalement sous l'impulsion des studios Toei), où l'arrivée de techniques comme le cinémascope – dont le format permettait de recréer l'espace théâtral du kabuki au cinéma – et la pellicule couleur le rendirent très populaire : presque la moitié des films réalisés au Japon au cours des années 1950 étaient des jidaigeki. Dans les années 1960 et 70, le chanbara eiga, un sous-genre du jidaigeki mettant en scène des combats au sabre domina largement les autres formes de cinéma d'époque, tandis que le jidaigeki au sens strict quittait les salles de cinéma pour investir la télévision sous la forme de téléfilms. Le genre déclina ensuite, et l'on ne réalise presque plus de jidaigeki de nos jours.
Les jidaigeki furent les premiers films japonais qui connurent un succès international. Ainsi Rashomon d'Akira Kurosawa fut le premier film japonais récompensé par un grand prix international, un Lion d'or à la Mostra de Venise en 1951, suivi par Contes de la lune vague après la pluie de Kenji Mizoguchi en 1953 (même prix) ou encore par la Palme d'or, à Cannes en 1954 pour La Porte de l'enfer de Teinosuke Kinugasa. Tous ces films sont des jidaigeki. Les critiques de cinéma comme Tadao Satō considèrent parfois que le fort exotisme de ce genre joua en sa faveur en Occident (il est vrai que les films parlant du Japon contemporain ne seront appréciés que plus tardivement).
Les réalisateurs de jidaigeki sont très nombreux, Akira Kurosawa, Teinosuke Kinugasa et Daisuke Ito en sont des grands représentants. Les jidaigeki Rashomon, Barberousse et Contes de la lune vague après la pluie ont marqué le genre.

## Kaijū eiga
```
Écriture japonaise :　怪獣映画 (かいじゅうえいが) 
Traduction littérale : cinéma de monstres
Autres noms ou écritures : 
kaiju eiga
, 
kaijû eiga
, 
kaiju-eiga
```

Film de grands monstres (comme Godzilla, Mothra, et de nombreuses autres réalisations de Ishirō Honda).

## Nūveru・vāgu
```
Écriture japonaise :　ヌーヴェル・ヴァーグ (nūveru・vāgu)
Traduction littérale : nouvelle vague
Autres noms ou écritures : 
nuberu-bagu
, 
nuberu bagu
, 
Shochiku nuberu bagu
, nouvelle vague japonaise, nouvelle vague de la Shochiku
```

Le terme nūveru・vāgu est la transcription en alphabet latin de l'expression française Nouvelle Vague après adaptation en katakanas. À l'instar du mouvement français, la nouvelle vague japonaise s'étend de la fin des années 1950 au milieu des années 1960.
Mais à la différence de sa contrepartie française, la nūveru・vāgu ne fédère pas des auteurs autour d'une théorie du cinéma ou d'une revue ; ces réalisateurs ont en commun une lecture analytique, parfois critique, des conventions sociales, une certaine prise de distance à l'égard des mythologies cinématographiques établies (par exemple en ignorant ou en nuançant la superbe des héros telle que magnifiée dans le chanbara eiga ou le yakuza eiga) et s'efforcent généralement de faire ressortir des problématiques plus exogènes, sociales (a contrario des films intimistes de Kenji Mizoguchi, des drames familiaux d'Ozu ou des tensions internes du giri-ninjo).
L'acception occidentale du terme nūveru・vāgu (ou l'utilisation de l'expression « nouvelle vague japonaise ») correspond plus ou moins à ce que les Japonais appellent Shochiku nuberu bagu, la nouvelle vague des studios Shōchiku (ces studios ont eu un rôle important dans la production des films de ce genre), qu'ils distinguent par exemple de la Rikkyo nuberu bagu, courant de cinéma plus récent regroupant des auteurs tels que Kiyoshi Kurosawa ou Shinji Aoyama dans une forte unité théorique (en particulier sous l'influence de l'ex-professeur de l'université Rikkyō Shigehiko Hasumi), mais une moindre unité stylistique.
Au sens strict, les principaux représentants du genre Shochiku nuberu bagu sont Nagisa Ōshima, Masahiro Shinoda et Yoshishige Yoshida. Par extension, eu égard à leur proximité stylistique, les œuvres réalisées à cette même époque par Yasuzō Masumura, Seijun Suzuki et Shōhei Imamura sont souvent considérées en Occident comme reflétant l'esthétique de la nouvelle vague japonaise.
Nuit et brouillard au Japon d'Ōshima, Ansatsu de Shinoda et La Femme des sables de Hiroshi Teshigahara sont généralement considérés en Europe comme des films clefs du courant nuberu bagu.

## Pinku eiga
```
Écriture japonaise : ピンク映画 (ピンクえいが)
Traduction littérale : cinéma rose
Autres noms ou écritures : 
pink eiga
, 
pinku-eiga
, 
pink-eiga
```

Ce terme est composé du mot anglais pink, signifiant rose, et du mot japonais eiga, signifiant cinéma. Le genre pinku eiga regroupe des films à teneur plus ou moins érotique, sans que l'érotisme soit nécessairement l'objet central du film : les premiers pinku eiga furent souvent des films jugés obscènes pour quelques scènes anecdotiques de nus, et la censure, qui interdisait notamment de montrer pilosités ou organes génitaux, contraignait les réalisateurs à entretenir l'intérêt du spectateur au moyen de procédés cinématographiques conventionnels. Le pinku eiga serait donc à rapprocher du softcore ou du cinéma d'exploitation. Le scénario reste important, le sexe n'est pas montré crûment, les diverses formes de perversions et surtout de sadisme à l'égard des femmes constituent souvent la principale ressource érotique, et les films pinku eiga sont généralement tournés avec un budget minuscule. La qualité photographique les distingue aussi des films érotiques modernes : ils étaient tournés en 35 mm et prévus pour être projetés sur grand écran.
Les débuts du pinku eiga correspondent à une phase difficile de l'histoire du cinéma japonais. Lorsqu'au milieu des années 1960 les foyers commencent à être largement équipés de téléviseurs (mouvement fortement accéléré par les jeux olympiques de 1964, à Tokyo), les grandes sociétés de production subissent un déclin d'audience inquiétant. Elles réagissent en produisant des films aux thèmes plus racoleurs, au centre desquels le sexe (avec le pinku puis le roman porno) et la violence (en particulier dans les yakuza eiga). Dans ce contexte économique, le pinku eiga devient inévitablement un genre de cinéma commercial à petit budget.
Les jeux olympiques 1964 furent également l'occasion, pour le gouvernement, de nettoyer les « bas fonds » dans l'objectif affiché de donner une image plus présentable du Japon : les strip-teases et les films pornographiques furent interdits, ce qui contribua certainement à l'essor du pinku, et à pousser le genre vers les grands studios et une plus forte visibilité. Ainsi le premier pinku eiga qui marqua l'histoire fut Kuroi yuki (Neige noire) de Tetsuji Takechi du fait de son procès pour « obscénité » en 1965, alors que les véritables premiers pinku, pour lesquels le mot fut inventé, remontaient aux années 1962-1963 mais circulaient dans un réseau de distribution indépendant, au public restreint. D'anecdotiquement érotique (quelques scènes de nus, ou de rapports sexuels plus suggérés que montrés) aux alentours de 1965, le pinku devint plus mordant et proche du cinéma d'exploitation vers la fin des années 1960 et durant les années 1970, en particulier à travers son prolongement dans les productions de la Nikkatsu appelées roman porno. Cette popularité déclina durant les années 1980, lorsque le marché de la vidéo lui imposa la concurrence des films purement érotiques ou pornographiques. Mais le genre n'a pas totalement disparu, et l'on produit encore quelques pinku eiga de nos jours.
Les plus célèbres réalisateurs du genre sont Tetsuji Takechi, Kōji Wakamatsu, Osamu Yamashita, Masao Adachi et Takahisa Zeze.
Curriculum vitæ des liaisons sexuelles et L'Embryon sont des pinku eiga réputés.

## Roman porno
```
Écriture japonaise :　ロマンポルノ (roman poruno)
Traduction littérale : pornographie romantique
Autres noms ou écritures : 
roman-porno
, 
Nikkatsu roman porno
```

Le terme de roman porno (roman pour « romantique » et porno dans le sens d'érotisme soft) est plutôt une trouvaille marketing de la société de production Nikkatsu qu'un genre vraiment novateur par rapport au pinku eiga : c'est sous cette appellation que les nombreux films érotiques produits par la Nikkatsu à partir de 1971 seront désignés. Les films du même genre produits par d'autres compagnies seront plutôt appelés erodakushion, productions érotiques. Comme avec le pinku, l'érotisme très tempéré du roman porno surprendra peut-être moins le spectateur occidental contemporain que son penchant pour les diverses formes de violence sadique : la censure japonaise était forte, et les scènes d'amour explicites (ou même simplement montrer pilosité ou organes sexuels) étaient rigoureusement impossibles, tout manquement serait sévèrement condamné. La Nikkatsu fut d'ailleurs poursuivie en 1972 pour avoir produit quatre films jugés obscènes.
Les films du genre roman porno furent majoritairement produits durant les années 1970 (bien que la série des roman porno ne fut officiellement arrêtée qu'en 1988). Ces films étaient réalisés très vite (généralement moins de quinze jours, tournage et montage compris), avec de petits budgets, étaient courts (70 à 80 minutes environ) et produits en grand nombre (de l'ordre six ou sept films par mois). Mais les roman porno étaient tournés par des réalisateurs professionnels et expérimentés, en général en 35 mm, et ils ne furent pas toujours dénués de qualités esthétiques sinon d'intérêt artistique.
Tatsumi Kumashiro, Noboru Tanaka et Akira Katō furent des réalisateurs de roman porno renommés.
Désir humide, La Maison des perversités et La Véritable histoire d'Abe Sada sont des exemples de roman porno notoires.

## Seishun eiga
```
Écriture japonaise :　青春映画 (せいしゅんえいが)
Traduction littérale : cinéma de la jeunesse
```

Les seishun eiga sont des films décrivant les impérities de la jeunesse et sont généralement eux-mêmes destinés à un public jeune.

## Shingeki
```
Écriture japonaise :　新劇 (しんげき)
Traduction littérale : nouveau théâtre
Autres noms ou écritures : 
shimpa
 (nouvelle école)
```

Désigne le théâtre développé durant l'ère Meiji, sous l'influence occidentale, par opposition à l'« ancienne école » (kyuha) du kabuki. Ce genre de théâtre influença fortement le premier cinéma japonais et trouva un prolongement naturel dans le gendaigeki.

## Shomingeki
```
Écriture japonaise :　庶民劇 (しょみんげき)
Traduction littérale : théâtre populaire
Autres noms ou écritures : 
shomin-geki
, 
shomin geki
, 
shōshimin-eiga
 Tragi-comédie sur les classes salariées, le petit peuple, le 
shomin-geki
 est généralement considéré comme une sous-catégorie du 
gendaigeki
.
```

Mikio Naruse et Yasujirō Ozu sont les principaux maîtres de ce genre.
Le film Une auberge à Tokyo et la série Tora-san sont des shomingeki qui ont marqué le cinéma japonais.

## Yakuza eiga
```
Écriture japonaise : ヤクザ映画 (ヤクザえいが)
Traduction littérale : cinéma de 
yakuza

Autres noms ou écritures : 
yakuza-eiga
```

Le yakuza est un membre de la mafia japonaise.
Les films racontant les aventures des yakuza, appelés yakuza eiga, furent réalisés en grand nombre durant les années 1960 et 70.
À la différence des films de gangsters américains ou européens, l'intrigue du yakuza eiga canonique ne reposait pas sur le déroulement du crime ou la lutte avec les forces de l'ordre, mais sur des conflits internes aux yakuza. Le yakuza eiga constitua ainsi, pendant longtemps, un genre relativement moralisateur mettant en avant les valeurs de loyauté, courage, dévouement à l'oyabun (le parrain), discipline, le code de l'honneur etc. de yakuza très idéalisés incarnant, en quelque sorte, l'image de samouraïs modernes. Les yakuza eiga devinrent cependant plus réalistes et immoraux au fil des années 1970, notamment lorsque les sociétés de production s'aperçurent que la violence était devenue plus vendeuse que la morale ou les dilemmes du code de l'honneur.
Le genre est aujourd'hui encore exploité par quelques réalisateurs de premier plan, comme Takashi Miike et Takeshi Kitano, qui réalisent des yakuza eiga particulièrement violents et très originaux.
Mais cette production reste quantitativement marginale comparée au nombre de yakuza eiga réalisés durant les années 1960 et 1970.
Tai Katō, Kinji Fukasaku, Seijun Suzuki et Takeshi Kitano figurent parmi les plus célèbres réalisateurs du genre.
Combat sans code d'honneur, La Marque du tueur, Sonatine et Dead or Alive sont des yakuza eiga réputés.